# 白斑光鰓雀鯛
白斑光鰓雀鯛（学名：Chromis albomaculata），又名白斑光鰓魚、厚殼仔，为雀鯛科光鰓魚屬下的一个种。其种加词“albomaculata”意为“白斑的”，分布於西北太平洋的伊豆群島、沖繩島、小笠原群島及台灣海域，深度12至40公尺，棲息在近海珊瑚礁的陡坡和岩石底部，體呈卵形且側扁，整體的色彩是褐色，背鰭、尾鰭與臀鰭的後緣顏色較淡，背鰭硬棘14枚、背鰭軟條12-13枚、臀鰭硬棘2枚、臀鰭軟條12-13枚，體長可達15公分，繁殖期會成對出現，雄魚會首護卵直到孵化，可作為觀賞魚。